# 허월
허월(許越, 생몰년 미상)은 고려 초의 승려이다. 성씨는 알려진 바 없다. 그의 아들은 고려 대광(大匡) 명주 성주 왕순식(王順式)이다.

## 생애
궁예(弓裔)와 왕건이 군주로 있을 시절 그의 아들 순식은 스스로 장군을 칭하며 명주의 호족으로 있었다. 허월의 행적에 대해 전하는 바는 없으나 고려사에 따르면 왕건이 고려를 세울 당시 허월은 개경의 승려로 지냈다고 한다. 왕건(王建)이 왕위에 오른 뒤에도 순식은 왕건에게 귀부하지 않아 왕건이 근심하여, 922년 허월은 왕건의 요청으로 순식이 왕건에 귀부하도록 설득한다. 순식은 이에 따라 아들 수원, 장명을 보내고, 928년 직접 개경에 내조하여 왕건에게 복종하여 왕씨 성을 하사받는다. 이후의 허월의 행적에 대해서는 알려진 바가 없다.

## 가계
- 아들 : 왕순식(王順式)
  - 손자 : 왕수원(王守元)
  - 손자 : 왕렴(王廉)

## 대중 문화속에 나타나는 허월
- 《태조 왕건》(KBS, 2000년~2002년, 배우:곽경환)

## 같이 보기
- 왕순식
- 궁예
- 양길

1. ↑  “허월(許越)”. 2024년 2월 16일에 확인함.